# The Scarlet Shadow
The Scarlet Shadow er en amerikansk stumfilm fra 1919 af Robert Z. Leonard.

## Medvirkende
- Mae Murray som Elena Evans
- Martha Mattox som Tante Alvira Evans
- Frank Elliott som Harvey Presby
- Ralph Graves som Van Presby
- Clarissa Selwynne som Edith Presby